# 埼玉県道381号東大門安行西立野線

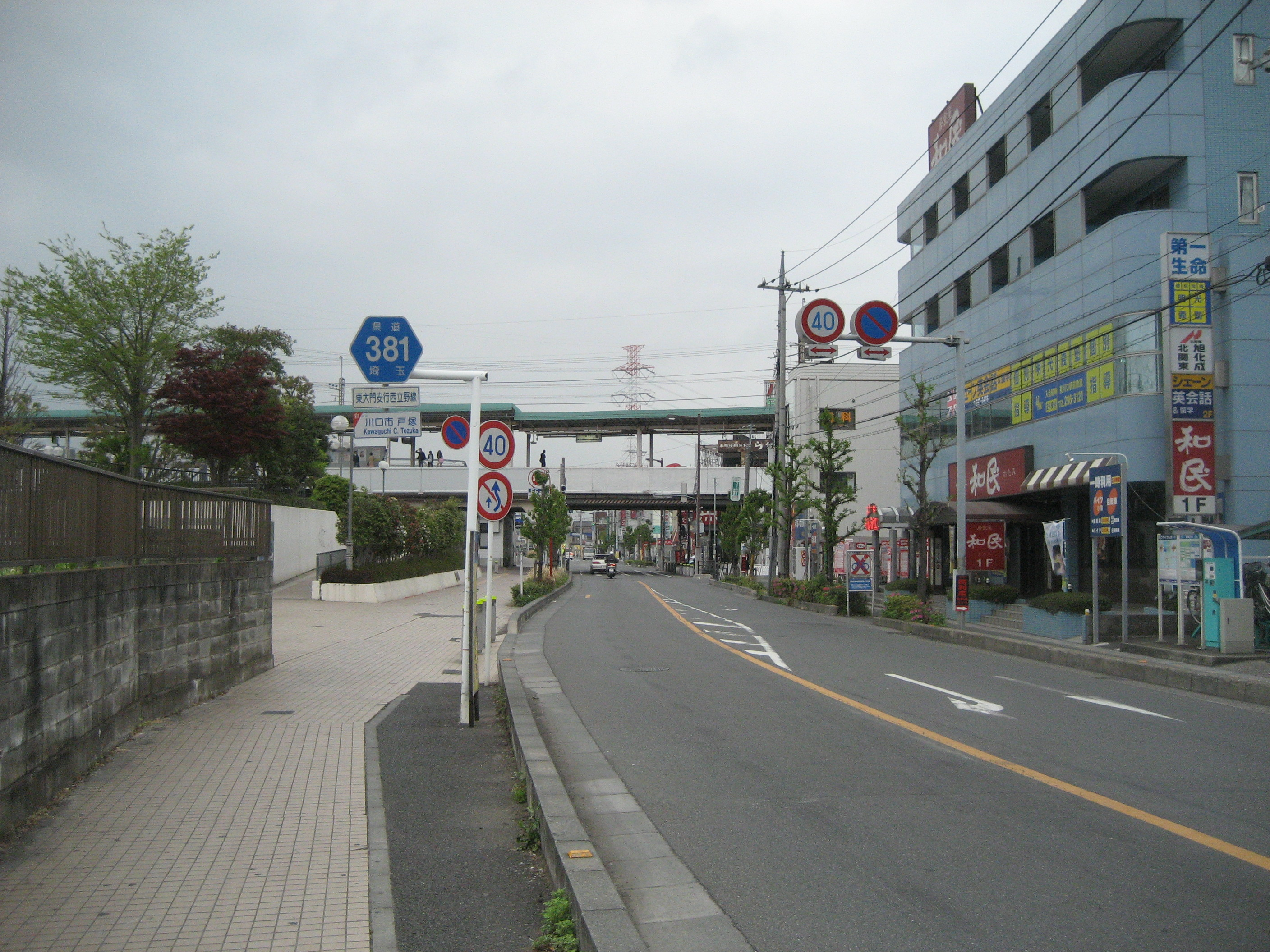
川口市戸塚付近

埼玉県道381号東大門安行西立野線（さいたまけんどう381ごう ひがしだいもんあんぎょうにしたてのせん）は、埼玉県さいたま市から川口市に至る県道である。

## 路線概要
- 起点：さいたま市緑区東大門（国道463号交点）
- 終点：川口市大字安行西立野（埼玉県道161号越谷川口線交点）
- 総距離：3,880m
- 通称：東川口駅前通

## 通過する自治体
- 埼玉県
  - さいたま市（緑区）
  - 川口市

## 接続・交差する主な道路
- 国道463号（大門坂下交差点）
- 埼玉県道105号さいたま鳩ヶ谷線（一本木坂下交差点、市道経由）
- 埼玉県道161号越谷川口線（花山下東交差点）
- 埼玉県道103号吉場安行東京線（埼玉県道161号越谷川口線経由）

## 沿線
- 西友東川口店
- JR武蔵野線・埼玉高速鉄道 東川口駅
- 川口市戸塚支所
- さいたま農業協同組合戸塚支店
- 川口市立戸塚体育館
- 川口市立戸塚図書館
- 埼玉高速鉄道 戸塚安行駅

※埼玉高速鉄道はこの区間で当路線の地下を通る。

## その他
起点は都市計画道路浦和東京線（けやき通）の途中にあり、当路線も起点側200m余りの区間がこれに含まれる。